# ひでのりん
ひでのりんは、プロダクションHIT所属のお笑いコンビ。2006年4月4日結成。2011年解散。

## メンバー
黒澤正徳（くろさわ まさのり、1982年3月18日 - ）おもにボケ担当。立ち位置は左。
茨城県東海村出身。血液型A型。身長163cm、体重85.2kg
中村秀雄（なかむら ひでお、1984年6月29日 - ）おもにツッコミ担当。立ち位置は右。
石川県出身。血液型A型。身長168cm、体重65kg。

## 来歴
大学卒業後、黒澤はUNIQLOに、中村はダスキンに就職した。お互いに仕事を続けながら、2006年にコンビを結成する。浅井企画のお笑い学校に入学し、スカウトで山中企画に所属。ホームヘルパー2級の資格を活かし、何度か老人ホームで漫才。その後、お互い仕事を辞め2008年のM-1で2回戦まで進出。プロダクションHITに所属。
2011年解散。黒澤は「すいたんすいこう」を新たに結成、引き続き事務所に所属している。

## 出演

### テレビ
- テレ遊びパフォー!（NHK）

### ラジオ
- ひでのりんのエコでナイスなwebラジオ（webラジオ）

### その他メディア
- 元気読本 2008年12月号（フリーペーパー）
- 東京新聞 2008年3月に掲載（新聞）

### ライブ
- スピンライブ優勝
- エベレーターライブ優勝
- スパイラルライブ優勝
- 石井光三オフィスLIVE
- プライムLIVE
- ルー大柴のトゥギャザーしようぜ!LIVE
- 東京ビタミンB寄席
- 笑いの源LIVE優勝
- 笑いの泉LIVE
- クリームパンチLIVE優勝